# Сервиль, Габриэль
Габриэль Сервиль (фр. Gabriel Serville; род. 27 сентября 1959, Кайенна) — французский политик, председатель Ассамблеи Гвианы (с 2021).

## Биография
Родился 27 сентября 1959 года в Кайенне. Преподаватель математики, затем директор лицея. Начал политическую карьеру в рядах партии Демократические силы Гвианы, но в 2008 году оставил её и пошёл на выборы в муниципальный совет Матури как независимый кандидат. Став оппозиционным депутатом, вступил в Гвианскую социалистическую партию. 21 марта 2012 года избран в региональный совет Гвианы и в том же году прошёл в Национальное собрание от 1-го округа Гвианы. 30 марта 2014 года избран мэром Матури, В 2017 году переизбран в парламент во втором туре с результатом 51,33 % и 25 августа 2017 года ушёл в отставку с поста мэра ввиду вступления в силу закона о запрете на совмещение выборных должностей. В октябре 2018 года основал новую региональную политическую силу «Страна Гвиана».
27 июня 2021 года состоялся второй тур региональных выборов, на который Сервиль пошёл во главе объединённого списка левых партий, получив 54,83 % голосов (ему противостояли правоцентристы во главе с соратником Николя Саркози действующим председателем Ассамблеи Родольфом Александром, который добился в 2015 году проведения административной реформы, объединив в Гвиане регион и департамент и создав вместо двух советов единую Ассамблею).
2 июля 2021 года депутаты избрали Сервиля председателем Ассамблеи Гвианы.
1 августа 2021 года Сервиль по требованию закона, запрещающего совмещение выборных должностей, отказался от своего депутатского мандата. Идя на парламентские выборы, он назвал своей преемницей в случае досрочного выбытия Карин Синай-Боссу, но та ещё в июле отказалась занять кресло Сервиля в Национальном собрании, и мандат остался вакантным до следующих национальных парламентских выборов в 2022 году.